# Casa Grande de Bartolomé Hurtado
La casa grande de Bartolomé Hurtado también conocida como la casa Hurtado y como la casa de recreo del arquitecto real, se encuentra ubicada en Parla, es una casa histórica de grandes dimensiones, la fachada principal se encuentra el entorno de la Plaza de la Constitución concretamente en el número 6.

## Historia
Data que fue construida en el siglo XVII, aproximadamente entre 1665 y 1670, por su dueño, el arquitecto Real Bartolomé Hurtado García, con el objetivo de pasar grandes temporadas de descanso en ella, sobre todo durante las fiestas patronales de septiembre. Conocida como casa grande, ya que el terreno de la casa cuenta con una gran superficie de más de 930 m², aunque de ellos solo construidos tres mil setecientos noventa y siete pies cuadrados superficiales solo la parte de vivienda, sin contar la huerta y el corral. Añadiendo que el señor de Parla, Baltasar Barroso de Ribera, dictó la donación de una casa ubicada junto la casa de recreo a favor de Bartolomé Hurtado, que formarían una sola mediante unas obras.

### Descripción
La casa grande de Bartolomé Hurtado contaba con tres alturas, la parte alta se oculta en la infraestructura del tejado a modo de buhardilla, la cual integra en las tejas de la fachada principal una ventana, y la segunda planta cuenta con dos balcones con rejas con el bajo decorado con azulejos, y dos ventanas una en cada lateral, mientras que la parte baja cuenta con cuatro ventanas dos en cada lateral y una puerta central, la fachada estaba realizada en ladrillo toledano y piedra, rodapié en la parte inferior, con detalles en granito alrededor de las ventanas y puerta, materiales típicos de la época, en los laterales de la entrada estaban colocados dos pedestales que se unían mediante una cadena, e integra en piedra el escudo de armas del arquitecto a la alto de la fachada principal, situada en la Plaza de la Constitución, número 6 (antes denominada Plaza Mayor de la villa y que durante la época franquista se denominó como plaza del caudillo), siendo esta la plaza urbana más antigua de Parla con una estructura cuadrangular, utilizada durante más de tres siglos para celebrar las fiestas del municipio, se daban desde los pregones, procesiones, mercadillos, corridas de toros, obras teatrales. La plaza se encuentra rodeada de edificios importantes de la historia del municipio parleño, además de la casa Hurtado se ubican los dos ayuntamientos y la antigua tahona casa horno, conocida así por el último uso que se le dio y que tiende a confundirse con la Hurtado, pues ambas son de la misma época realizada de materiales muy similares, por lo que podría haber sido el mismo quien la diseño, ya que ambas casas, podrían haber formado parte del mismo conjunto constructivo, construida como una ampliación, posiblemente con el fin de servir de vivienda a algún miembro de la familia y que con el paso del tiempo término dividiéndose en diferentes partes.

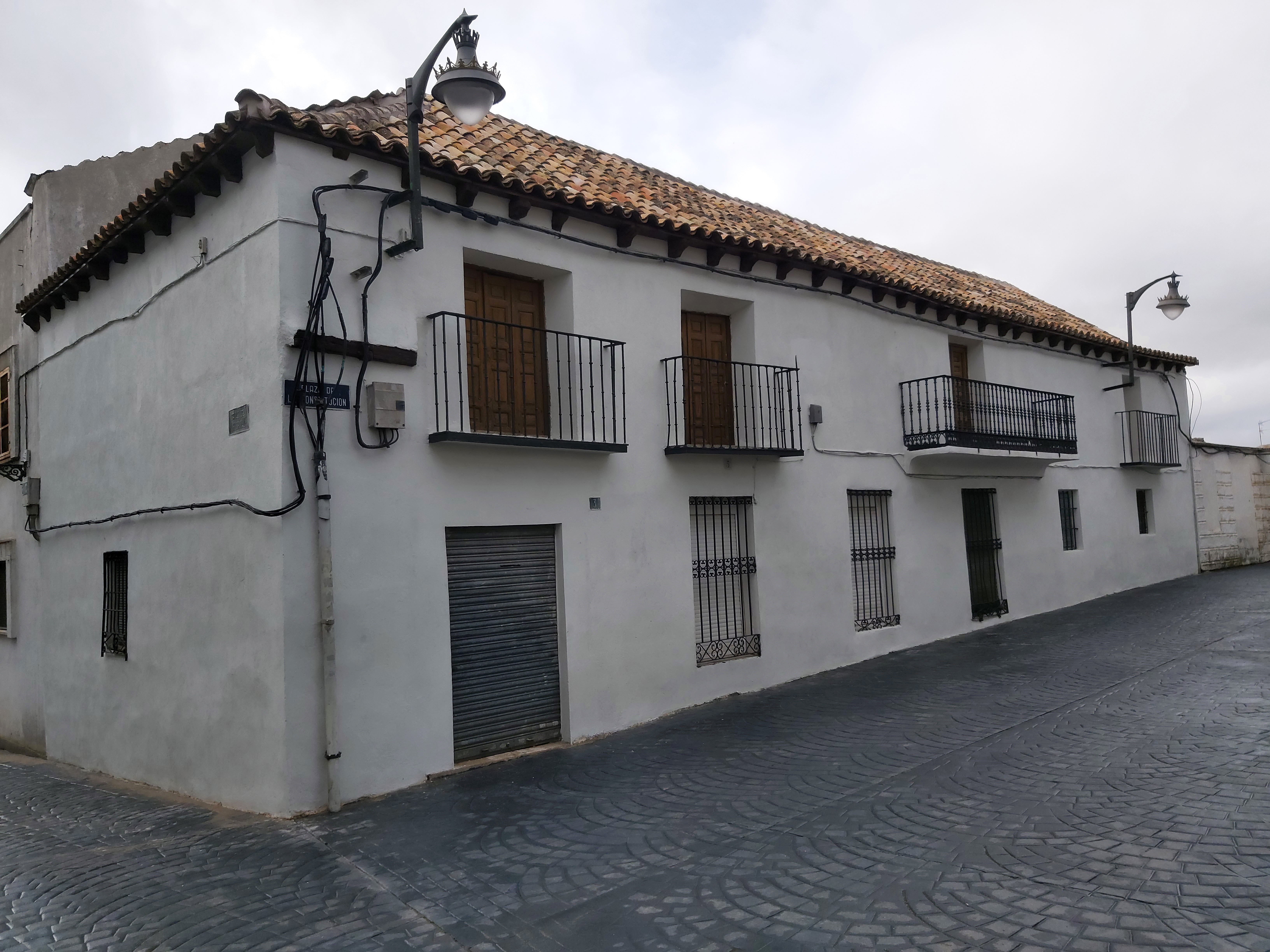
Se cree que la antigua tahona de la plaza, pudo ser parte de la casa Hurtado, pues esta se dividiría en diferentes partes con los años.

 El lateral de la casa Hurtado se ubica en la Calle Fomento, tiene un rebaje en la altura del tejado debido a la obra de añadido que realizó el arquitecto, donde se sitúa la chimenea, además de contar en esa fachada con un hueco simulando una ventana donde se situaba el retablo de la virgen de la soledad, y dos ventanas reales una situada a lo alto por encima del retablo y otra en la infraestructura de la buhardilla, es decir en la tercera planta, además contaba con unas rejas en el hueco circular de ventilación de las cuevas subterráneas, que se encontraban debajo de la casa que comunicaban con la plaza de la constitución y otras infraestructuras cercanas como la casa del cura, estas cuevas eran utilizadas como bodega para guardar los alimentos. A continuación en la misma fachada se situaba la parte de corral que tenía acceso mediante un gran portalón para la entrada de los carruajes, llegando el terreno del corral hasta la Calle Arena, siendo esta la parte trasera. La distribución de la casa en su interior se formaba de la siguiente manera: En la parte de vivienda se encontraba el portal de la entrada, salón, dos cocinas, capilla y varios dormitorios ubicados tanto en la parte baja como en la segunda planta, ya que era una familia numerosa, destaca el acceso a la planta central en forma de arco y el suelo con baldosas de Villaseca, utilizado en varias dependencias de la casa incluyendo las escaleras, subiendo por estas se encontraba además una zona para invitados, ya que recibía a menudo visitas de la nobleza y en la planta alta se ubicaba un pequeño estudio para realizar sus proyectos, la casa también contaba con un patio central, por el se accedía a otras dependencias de la casa, como el baño y el fregadero, además de contar con una división por donde se acedia al corral para separar este mediante unos muros bajos, con un gran acceso en el que se colocó una cancela para evitar el paso de los animales a la zona de la fachada interior de la casa, esta fachada también disponía de ventanas y balcones con rejas, mientras que el corral, contaba con almacenes, granero, gallinero, cuadra, leñero y una gran huerta jardín con estanque y pozo con noria para su regadío.

### Propietarios
Tras la muerte de Bartolomé Hurtado, en septiembre de 1698, costa en su último testamento que la casa pasaría en herencia a su hijo Agustín Hurtado Beloso, con la obligación de su mantenimiento y la conservación del escudo de la fachada, después cuando este falleciera pasaría a la hermandad de Nuestra Señora de la Soledad con las mismas condiciones y así sucedió tras la muerte de Agustín en 1725. En 1747 debido al gran conste de mantenimiento con la autorización del arzobispado de Toledo, fue vendida a Don José Curcio Palomero Hurtado, siempre con las mismas condiciones de los antiguos propietarios que dejó reflejado en el testamento de Bartolomé, en 1758 Don José deja de pagar anualmente la casa, por lo que se originó un pleito, cuya sentencia fue a favor de la hermandad recuperando la casa, que vuelven a vender en 1767 a Juan Díaz Villete donde se refleja un documento con la ubicación de la casa, tras la muerte de Juan Díaz Villete y la de su esposa Brígida Martínez de Lizárraga, la casa sería heredada en 1786 por Bernardo de Escala, el cual la vende ese mismo año a Manuel Sumiano, que decide venderla entre 1797-1798 el cual es obligado a realizar unas escrituras con la descripción más detallada de la casa ya que iba a ser propiedad del Estado, más concretamente al Real Estudio de Medicina Práctica de Madrid, sería el responsable de revisar y detallar la estructura y elementos de la casa el arquitecto Juan Antonio Cuervo. Con el paso de los años la casa fue adquirida por diferentes propietarios, sufriendo varias reformas con el paso del tiempo, como el enfoscado de la fachada pintada de blanco con cal, como paso con la mayoría de las casas del casco histórico de Parla. Entre finales del siglo XIX y principios del siglo XX la zona del corral fue utilizada como pósito para almacenar el grano del municipio. En el siglo XX la casa fue comprada por una de las familias más importantes de Parla, los Bello, esta casa sería heredara por su hijo Román Bello, que llegó a ser alcalde en 1960 hasta 1968, cuando su tía Mª Paz Bello, enviudo esta pasaría a vivir en la casa hasta su fallecimiento y fueron los últimos propietarios hasta ser adquirida por el ayuntamiento.

### Proceso de protección como histórico
La casa cuenta con una protección como edificio histórico por su antigüedad y por pertenecer a un personaje ilustre de la historia de España. El 16 de enero de 1986, fue catalogada mediante una normativa de protección de edificios y espacios de Parla con un nivel ambiental. En 1991 hubo un gran interés por parte del arzobispado para recuperar la casa, la cual se firmó un convenio para ceder al menos 250 m² de la parte trasera del corral, es decir toda la fachada que da a la Calle Arena, para el desarrollo de actividades religiosas. Pero no se procedería su cesión hasta más de una década después, donde se utilizó este pequeño espacio de los terrenos pertenecientes al corral de la casa Hurtado para el levantamiento del Centro Parroquial de Nuestra Señora de la Asunción que incluye un bloque de viviendas. En 1997 se aprueba un plan general de ordenación urbana, recibiendo un nivel de protección estructural, catalogando la casa como edificio histórico por la propia dirección general de patrimonio de la Comunidad de Madrid.

### Proyecto de restauración
En 2001, la casa pasa a ser propiedad del Ayuntamiento de Parla, con la iniciativa de desarrollar el futuro museo histórico de la ciudad. Unos años después, desde que se proyecto la restauración y reconversión del inmueble como Casa museo, por fin en 2005 mediante la dirección general de patrimonio se aprueba cofinanciar la rehabilitación de la casa Hurtado proyectando la restauración, con la recuperación de su estética original de ladrillo y piedra, respetando todos sus elementos originales y replicar todo aquello que este en estado ruinoso, siendo asesorados por el cronista oficial de Parla José Antonio Mateos, para ser utilizada como casa museo que contara la bibliografía del arquitecto, así como se han realizado con otras casas de ilustres de España como la La Casa de cervantes o la Casa-Museo de Lope de Vega entre otras, por otro lado la casa museo Bartolomé Hurtado también servirá como museo y sala de exposiciones de la historia del municipio parleño. En agosto de 2005 se produce un pequeño incendio dentro de la casa, en concreto el fuego se inició en la parte alta de la buhardilla, afectando solo a la cubierta del tejado de la casa principal, quedando gravemente dañado, pero el resto de la casa gracias a que el incendio se pudo controlar no sufriría daños estructurales, esto originó que se tuviera que paralizar el proyecto, para realizar una investigación de lo sucedido, debido al incidente se tuvieron que realizar nuevos presupuestos, retrasando la rehabilitación del edificio, quedando a la espera de que la Comunidad de Madrid retomara el proyecto de rehabilitación. Tras una década paralizado el proyecto ya en 2015 en un pleno del ayuntamiento se acordó que una vez se retome y produzca la rehabilitación del edificio, para ser utilizada como Casa Museo, como era la idea original y debido a las dimensiones de la casa también se planifica la idea de aprovechar la zona de la parte del Corral para otros usos culturales, recreando en este espacio una corrala teatral de época y aprovechando esta infraestructura también para ser utilizado como cine de verano, entre otras muchas utilidades.

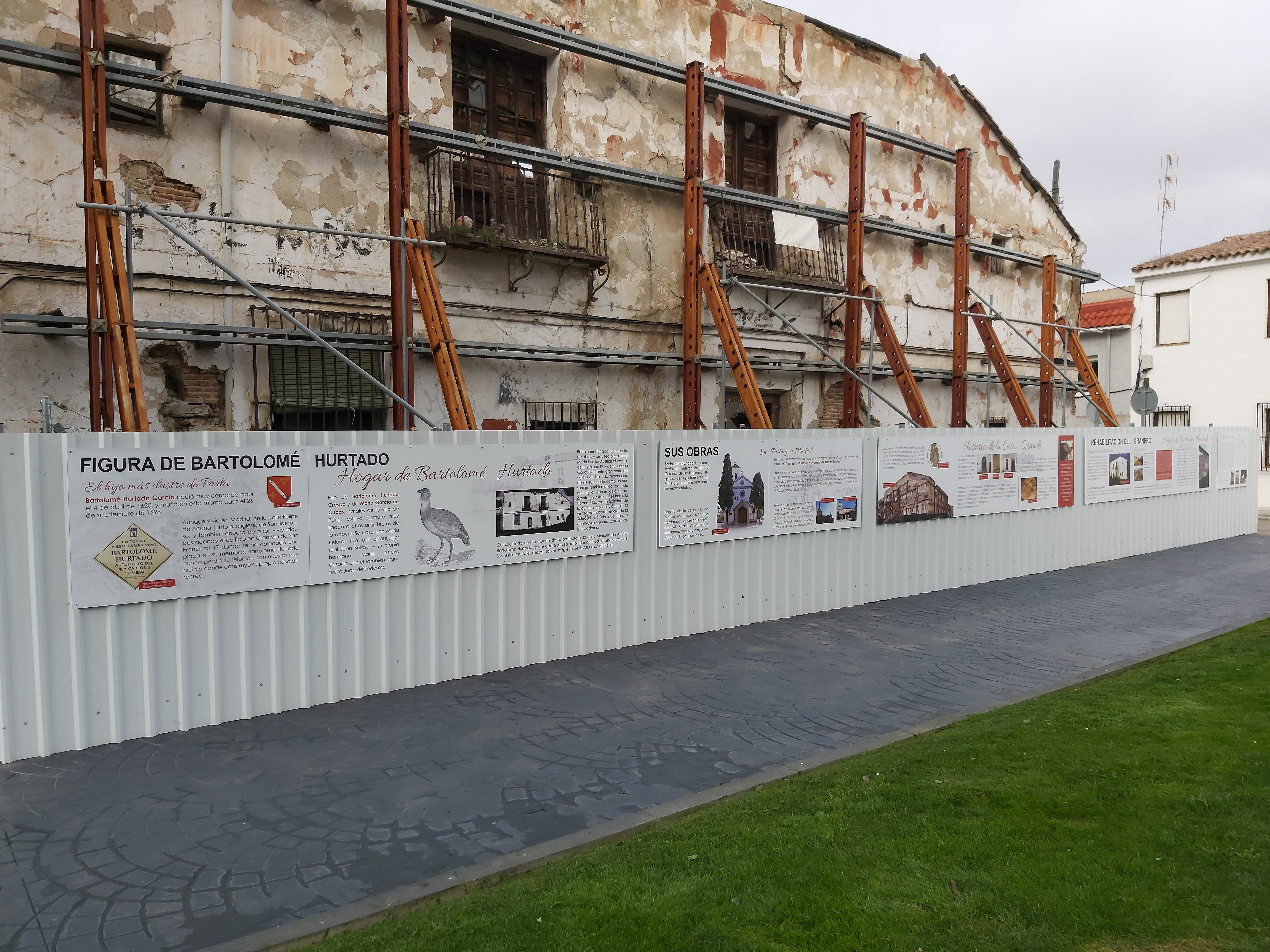
Cartelería con la historia del arquitecto y de la casa

 En 2021 debido a la Borrasca Filomena, muchos edificios sufren daños en tejados, en el caso de la casa Hurtado, ya que tenía daños anteriores en la cubierta debido al incendio que paralizo el proyecto de restauración en 2005, lo que género mayores daños en la estructura de su cubierta. Ese mismo año se coloca un nuevo vallado a la casa y se planifica un nuevo estudio de restauración. En Navidad de 2022 el ayuntamiento de Parla coloca en el vallado de la casa Hurtado, una cartelería con la historia del arquitecto y de la casa, donde además se anuncia un nuevo proyecto de restauración de la misma, que afectara en un principio a la zona del corral que es la parte que se encuentra en mejor estado, es decir la rehabilitación en esta primera fase se realizara en el patio, huerta y el granero, devolviéndole su estética original para ser utilizada esta zona como sala multiuso como se acordó años atrás y en un futuro continuar con la parte de vivienda para reconvertirla en museo como se planifico en 2001. En septiembre de 2023 cae gran parte de la fachada principal de la casa Hurtado, donde se encontraban los dos balcones por causa de las fuertes lluvias de la tormenta Dana, provocando fuertes daños a su estructura por el hundimiento de los forjados de la planta superior, los cuales han sido revisados por los bomberos y policía que recomiendan tirar las partes dañadas del edificio, aun así el ayuntamiento manifiesta recuperar aquellos espacios que sean posibles de esta emblemática edificación de Parla, ya que la parte del corral se encuentra perfectamente y tenían un plan de restauración muy reciente planteándose replicar las partes perdidas de la casa utilizando lo poco que se pueda salvar.